# Anfallare (fotboll)
Anfallare eller forward är de spelare i fotboll vars position ligger framför försvarare och mittfältare och närmast motståndarlagets målbur. Anfallarens främsta uppgift är att göra mål.

## Anfallare
Anfallarna har olika benämningar beroende på exakt position. Vanliga benämningar är höger- eller vänsterforward, centerforward och ytter.

### Center
Centern, central forward eller första anfallare, (på engelska: centre forward eller striker) är den anfallare som spelar närmast motståndarnas mål. Centerns uppgift är ofta att vara lagets målskytt, men spelaren kan också ha som uppgift att hålla i bollen, så kallad target player och låta de övriga spelarna i laget flytta fram sina positioner. I modern fotboll har många lag kommit att spela med en så kallad ”falsk nia” (nummer nio var traditionellt de nummer som gavs till en center). Rollen innebär att en spelare utan traditionella centerkarakteristika har den utgångspunkten, men istället för att som traditionellt spela nära motståndarnas mittbackar rör sig fritt i anfallet och också kommer ned djupt för att hämta bollar och skapa ett övertag på mittfältet.

### Forward
Höger- eller vänsterforward är en offensiv spelare med utgångspunkt centralt i anfallslinjen vid sidan om centern. Tidigare användes begreppet höger- respektive vänsterinner för dessa anfallare vars uppgift är att skapa målchanser samt göra mål.

### Släpande anfallare
En släpande anfallare (kallas också andra anfallare eller ”nummer 10”) (på engelska: second striker) är en spelare som ofta har en mer fri roll än centern och flera av världens mest hyllade spelare har spelat i den rollen. På italienska kallas rollen ofta för trequartista och indikerar att spelaren opererar i den tredje ”kvarten”, mellan den andra, mittfältet, och den fjärde, anfallet. Den släpande anfallarens roll är att kombinera med såväl mittfält som anfallare och genom sin teknik och fantasi skapa målchanser för sig själv och för sina lagkamrater. Den släpande anfallarens position mellan mittfält och anfall gör spelaren svårmarkerad.

### Ytter
En ytter (på engelska: winger, wing-half eller outside midfielder) är en offensiv spelare med utgångspunkt på kanten. En ytter kan, lite beroende på hur högt upp i planen de placeras, räknas både som anfallare och mittfältare. Ytterns roll var traditionellt att med fart och teknik ta sig förbi motståndarnas ytterback för att slå inlägg mot de centralt placerade anfallarna. I modern fotboll har många lag valt att använda sig av yttrar som istället går inåt planen för att på så sätt få skottläge. Denna position kallas på engelska inverted winger (ungefär inverterad ytter).

### Inner
En innerforward var fram till 1950- och 1960-talet en vanlig position för en anfallare som spelade närmast centern i en 2-3-5-uppställning. Tillsammans med centern bildade höger- och vänsterinnern en ”innertrio”. Ofta hade åtminstone en av innrarna en mer släpande roll och fungerade som framspelare.